# Imperial Glory
Imperial Glory è un videogioco di strategia a turni sviluppato nel 2005 da Pyro Studios e pubblicato da Eidos Interactive per Microsoft Windows, sviluppato poi da Robosoft Technologies e pubblicato da Feral Interactive per macOS.

## Modalità di gioco
Il gioco è ambientato fra il 1789 (anno di inizio della rivoluzione francese) e il 1830, e principalmente si potrà potrà giocare una campagna in stile Total War, dove si d dovrà conquistare ogni territorio sulla mappa oppure ottenere il punteggio più alto dopo 100 turni. In alternativa, si potrà giocare una partita rapida con unità scelte dal giocatore, via terra o via mare, scegliendo qualsiasi territorio della campagna, o una battaglia storica fra Salamanca, Waterloo, Friedland, Austerlitz e Battaglia delle piramidi.

## Fazioni
Si potrà scegliere uno dei cinque imperi riportati di seguito:
- Francia: Inizia con numero inferiore di risorse ma è la fazione con la produzione più bilanciata.
- Austria: Grazie alla sua posizione nel centro dell'Europa può facilmente attaccare (ed essere attaccata). Ha però il grande svantaggio della totale assenza di sbocchi sul mare.
- Gran Bretagna: Questo impero ha un grande vantaggio difensivo: essendo su un'isola le possibilità di invasione sono limitate, ma ciò significa che ci si dovrà concentrare subito sulla costruzione di strutture portuali.
- Russia: Essendo lontana dal centro dell'Europa i primi potenziali nemici sono Austria e Prussia, ma questo può anche essere motivo di isolamento.
- Prussia: Questo impero ha solo tre province, quindi è vulnerabile in una guerra su più fronti, ma addestra unità militari a un costo inferiore.

Oltre ai cinque imperi vi sono anche venti nazioni non giocabili: Piemonte, Spagna, Portogallo, Marocco, Tripolitania, Tunisia, Egitto, Impero ottomano, Moldavia, Polonia, Sassonia, Hannover, Lombardia, Due Sicilie, Stato pontificio, Danimarca, Svezia, Repubblica Elvetica e Batavia.

## Unità militari
Nel gioco sono presenti le seguenti unità militari (terrestri e navali), divise per le epoche in cui può iniziare il reclutamento:
Prima epoca
- Milizia (o equivalenti): Unità economiche ma non addestrate, abili solo nel corpo a corpo.
- Fanteria di linea (o equivalenti): Fanteria base, efficiente sia quando attacca con i moschetti che con le baionette fisse.
- Fanteria leggera (o equivalenti): Molto forte nell'attacco a distanza ma non nel corpo a corpo.
- Ussari (o equivalenti): cavalleria adatta per azioni mordi e fuggi.
- Lancieri (o equivalenti): cavalleria adatta per sfondare le formazioni a quadrato.
- Cannoni da sei libbre: artiglieria leggera, efficace contro la fanteria, i loro proiettili hanno una traiettoria diretta.
- Obici: artiglieria efficace contro i palazzi, i loro proiettili hanno una traiettoria parabolica.
- Capitano (o equivalenti): Questo ufficiale può comandare fino a tre truppe.
- Sloop: Nave veloce e maneggevole ma scarsamente armata.

Seconda epoca
- Granatieri (o equivalenti): simili alla fanteria di linea ma più forti a distanza e nel corpo a corpo.
- Fanteria leggera d'élite (o equivalenti): esclusiva degli imperi, simili alla fanteria leggera ma più forte a distanza e meglio equipaggiata per il corpo a corpo.
- Dragoni (o equivalenti): unica cavalleria del gioco in grado di eseguire indifferentemente attacchi a distanza e corpo a corpo.
- Cannoni da dodici libbre: artiglieria efficace contro palazzi e fanteria, i loro proiettili hanno una traiettoria diretta.
- Fregata: nave più lenta dello sloop ma più armata.
- Colonnello (o equivalenti): Questo ufficiale può comandare fino a quattro truppe.

Terza epoca
- Guardia reale (o equivalenti): fanteria in grado di eseguire eccellenti attacchi a distanza e corpo a corpo.
- Corazzieri (o equivalenti): cavalleria molto forte nel corpo a corpo.
- Obici trainati a cavallo: come gli obici, ma il traino a cavallo li rende più veloci.
- Artiglieria trainata a cavallo: come i cannoni da dodici libbre, ma il traino a cavallo li rende più veloci.
- Nave di linea: nave più lenta del gioco ma anche la più armata.
- Generale (o equivalenti): questo ufficiale può comandare fino a cinque truppe.

Ingaggiando battaglie e ottenendo punti esperienza, il Capitano può diventare Colonnello, poi Generale e infine Feldmarescallo (o equivalenti); quest'ultimo tipo di comandante non viene ottenuto in nessun epoca ma solo come promozione.

## Accoglienza
| Testata                          | Giudizio |
| -------------------------------- | -------- |
| Metacritic (media al 31-01-2022) | 69/100   |
| 1Up.com                          | C+       |
| Computer Games Magazine          | [ 3 ]    |
| CGW                              | [ 4 ]    |
| Eurogamer                        | 6/10     |
| GameSpot                         | 6.7/10   |
| GameSpy                          | [ 7 ]    |
| GameZone                         | 8/10     |
| IGN                              | 8.5/10   |
| PC Gamer (US)                    | 90%      |
| X-Play                           | [ 11 ]   |

Imperial Glory ha ricevuto un'accoglianza "sulla media" stando alle recensioni sul sito aggregatore Metacritic.